# The Chick Corea Elektric Band
The Chick Corea Elektric Band è un album discografico del gruppo musicale statunitense Chick Corea Elektric Band, pubblicato nel 1986 dalla GRP Records.

## Tracce
1. City Gate – 0:54
2. Rumble – 4:04
3. Side Walk – 3:48
4. Cool Weasel Boogie – 6:43
5. Got a Match? – 5:38
6. Elektric City – 4:07
7. No Zone – 5:29
8. King Cockroach – 6:56
9. India Town – 5:06
10. All Love – 5:45
11. Silver Temple – 8:32

## Formazione
- Chick Corea - tastiere
- John Patitucci - basso
- Dave Weckl - batteria
- Carlos Rios - chitarra elettrica
- Scott Henderson - chitarra elettrica